# Pseudoplecta bijuga
Pseudoplecta bijuga is een slakkensoort uit de familie van de Dyakiidae. De wetenschappelijke naam van de soort is voor het eerst geldig gepubliceerd in 1873 door Stoliczka als Rotula bijuga.